# Cecilie Gotaas Johnsen
Cecilie Gotaas Johnsen (20 april 1976) is een Noorse voormalige wielrenster en voetbalster.
Als voetbalster won ze drie keer de beker (1996, 1997, 1998) en drie landstitels (1995, 1996, 1997) met Trondheims-Ørn. Na haar voetbalcarrière ging ze wielrennen: van 2012 tot en met 2017 was ze prof bij de Noorse ploeg Hitec Products. Als renster werd ze zowel Noors kampioen op de weg (in 2013) als in de tijdrit (in 2015). Ze won etappes in de Tour de l'Ardèche in 2012 en in de Tour of Zhoushan Island in 2013, waarmee ze ook het berg- en puntenklassement won. Ze deed drie keer mee aan het wereldkampioenschap tijdrijden; haar beste resultaat was de 20e plek in 2013 in Florence.

## Palmares
2012

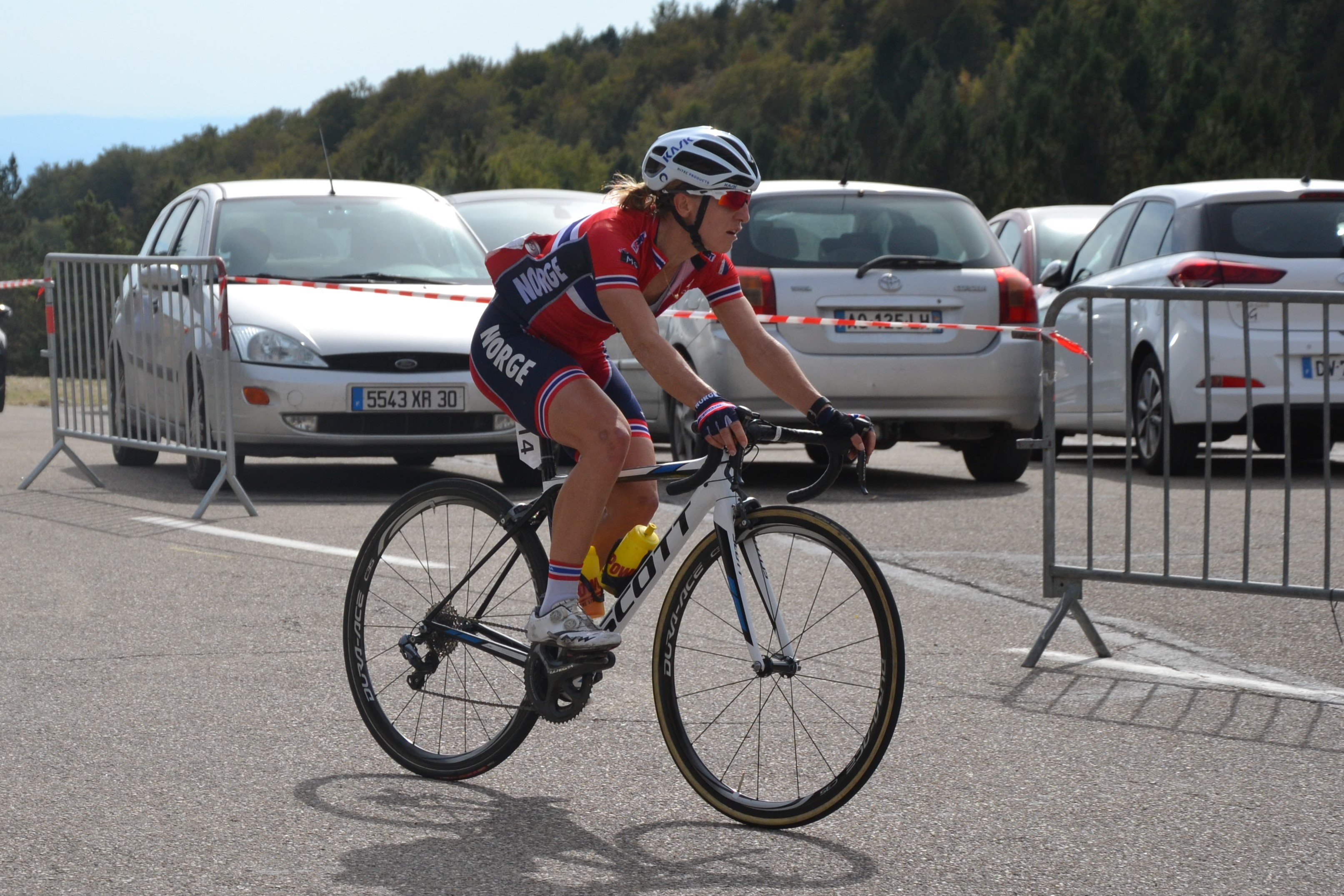
Op de Mont Ventoux tijdens de 3e etappe van de Tour de l'Ardèche 2016.

- Proloog en 1e etappe Tour de l'Ardèche
- Noors kampioenschap wielrennen tijdrijden
- 6e Chrono des Nations
- 8e Noors kampioenschap wielrennen op de weg
- 8e op WK Ploegentijdrit in Valkenburg

2013
- Noors kampioenschap wielrennen op de weg
- Noors kampioenschap wielrennen tijdrijden
- 3e Eindklassement Tour of Zhoushan Island
  -  Puntenklassement
  -  Bergklassement
  - 2e en 3e etappe

2014
- Noors kampioenschap wielrennen op de weg
- Noors kampioenschap wielrennen tijdrijden

2015
- Noors kampioenschap wielrennen tijdrijden
- Noors kampioenschap wielrennen op de weg
- 3e in etappe 1 Lotto Belgium Tour
- 9e Chrono des Nations